# Sarongue

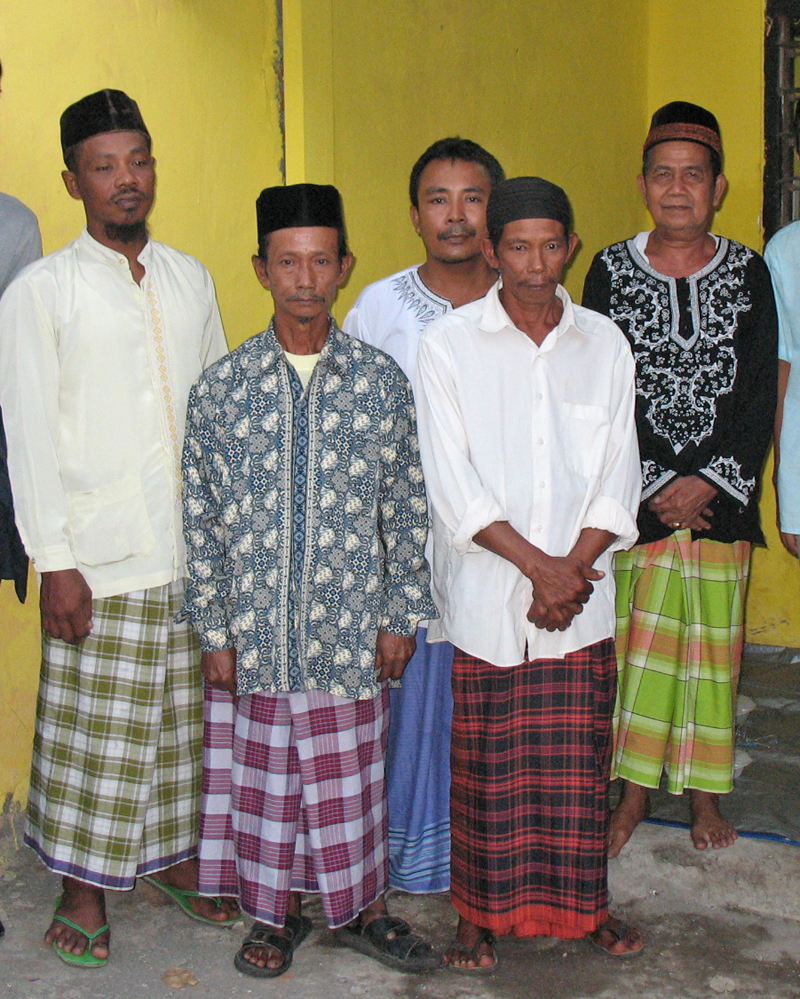
Homens usando sarongues

Sarongue (do malaio sarung) é uma espécie de saiote usado pelos malaios dos dois sexos, constituído por um pedaço de pano que envolve a parte inferior do tronco. O nome significa cobertura em malaio.